# Entetraommatus quercicola
Entetraommatus quercicola är en skalbaggsart som beskrevs av Fisher 1940. Entetraommatus quercicola ingår i släktet Entetraommatus och familjen långhorningar. Inga underarter finns listade i Catalogue of Life.